# Humor Negro - A Série
Humor Negro - A Série é uma série brasileira de comédia de esquete produzida pelo Globoplay em parceria com o Multishow. Baseado no especial de fim de ano homônimo conta com direção de Rodrigo França. A primeira temporada foi lançada no dia 21 de agosto de 2023 no streaming.

## Enredo
Um grupo de comediantes (Maíra Azevedo (Tia Má), Sulivã Bispo (Koanza), Jhordan Matheus, Niny Magalhães e Guilherme Junior) estrelam um show de stand ups num show que mistura a ficção e realidade. 

## Elenco
- Tia Má
- Sulivã Bispo
- Jhordan Matheus
- Niny Magalhães
- Evaldo Macarrão
- Luana Xavier
- Hélio de La Peña
- Junior Chicó
- Tiago Banha